# Repesca OFC-Conmebol por la clasificación para la Copa Mundial de Fútbol de 2006
La Repesca entre OFC y Conmebol por la clasificación para la Copa Mundial de Fútbol de 2006 se desarrolló en dos partidos, de ida y vuelta, entre Australia, equipo ganador de la clasificación de la OFC y Uruguay, que ocupó el quinto puesto del torneo clasificatorio de la Conmebol.
Los partidos se disputaron el 12 y 16 de noviembre de 2005.

## Antecedentes
Esta fue la cuarta repesca intercontinental consecutiva para Australia. La primera repesca había disputado para el Mundial de Estados Unidos 1994, perdiendo contra Argentina por 2 a 1 en el marcador global. En la segunda repesca clasificatoria para el Mundial de Francia 1998, empató contra Irán por 3 a 3 en el marcador global, pero clasificó el combinado iraní por la regla del gol de visitante. La tercera repesca y penúltima fue frente a Uruguay para el Mundial de 2002, ocasión en la que fue derrotado por 3 a 1.
Fue el segundo repechaje intercontinental consecutivo para Uruguay y también la segunda ocasión seguida que ambas selecciones se enfrentaron en esta instancia.

## Partidos

### Ida
| 1          | POR        | Fabián Carini    |     |
| 6          | DEF        | Luis Diego López |     |
| 5          | DEF        | Paolo Montero    |     |
| 3          | DEF        | Darío Rodríguez  |     |
| 8          | MED        | Carlos Diogo     | 64' |
| 5          | MED        | Pablo García     |     |
| 15         | MED        | Diego Pérez      |     |
| 21         | MED        | Diego Forlán     | 19' |
| 9          | MED        | Álvaro Recoba    |     |
| 17         | DEL        | Marcelo Zalayeta | 64' |
| 18         | DEL        | Richard Morales  |     |
| Entrenador | Entrenador | Jorge Fossati    |     |

| 1          | POR        | Mark Schwarzer     |     |
| 5          | DEF        | Tony Vidmar        |     |
| 2          | DEF        | Lucas Neill        |     |
| 6          | DEF        | Tony Popovic       |     |
| 7          | MED        | Brett Emerton      |     |
| 19         | MED        | Jason Culina       |     |
| 3          | MED        | Scott Chipperfield |     |
| 13         | MED        | Vince Grella       |     |
| 10         | MED        | Harry Kewell       |     |
| 14         | DEL        | Archie Thompson    | 52' |
| 9          | DEL        | Mark Viduka        | 80' |
| Entrenador | Entrenador | Guus Hiddink       |     |

| 10 | DEL | Darío Silva         | 19' |
| 2  | DEF | Guillermo Rodríguez | 64' |
| 13 | DEL | Fabián Estoyanoff   | 64' |

| 23 | MED | Mark Bresciano | 52' |
| 15 | DEL | John Aloisi    | 80' |

| Anotado | 37' | Darío Rodríguez | 1–0 |

| Amonestado | 24'   | Darío Silva     |
| Amonestado | 90'+1 | Darío Rodríguez |

| Amonestado | 90'+1 | Vince Grella |

| Árbitro             | Claus Bo Larsen    |
| Árbitros asistentes | Bill Hansen        |
| Árbitros asistentes | Anders Norrestrand |
| Cuarto árbitro      | Nicolai Vollquartz |

| 1          | POR        | Fabián Carini    |     |
| 6          | DEF        | Luis Diego López |     |
| 5          | DEF        | Paolo Montero    |     |
| 3          | DEF        | Darío Rodríguez  |     |
| 8          | MED        | Carlos Diogo     | 64' |
| 5          | MED        | Pablo García     |     |
| 15         | MED        | Diego Pérez      |     |
| 21         | MED        | Diego Forlán     | 19' |
| 9          | MED        | Álvaro Recoba    |     |
| 17         | DEL        | Marcelo Zalayeta | 64' |
| 18         | DEL        | Richard Morales  |     |
| Entrenador | Entrenador | Jorge Fossati    |     |

| 1          | POR        | Mark Schwarzer     |     |
| 5          | DEF        | Tony Vidmar        |     |
| 2          | DEF        | Lucas Neill        |     |
| 6          | DEF        | Tony Popovic       |     |
| 7          | MED        | Brett Emerton      |     |
| 19         | MED        | Jason Culina       |     |
| 3          | MED        | Scott Chipperfield |     |
| 13         | MED        | Vince Grella       |     |
| 10         | MED        | Harry Kewell       |     |
| 14         | DEL        | Archie Thompson    | 52' |
| 9          | DEL        | Mark Viduka        | 80' |
| Entrenador | Entrenador | Guus Hiddink       |     |

| 10 | DEL | Darío Silva         | 19' |
| 2  | DEF | Guillermo Rodríguez | 64' |
| 13 | DEL | Fabián Estoyanoff   | 64' |

| 23 | MED | Mark Bresciano | 52' |
| 15 | DEL | John Aloisi    | 80' |

| Anotado | 37' | Darío Rodríguez | 1–0 |

| Amonestado | 24'   | Darío Silva     |
| Amonestado | 90'+1 | Darío Rodríguez |

| Amonestado | 90'+1 | Vince Grella |

| Árbitro             | Claus Bo Larsen    |
| Árbitros asistentes | Bill Hansen        |
| Árbitros asistentes | Anders Norrestrand |
| Cuarto árbitro      | Nicolai Vollquartz |

### Vuelta

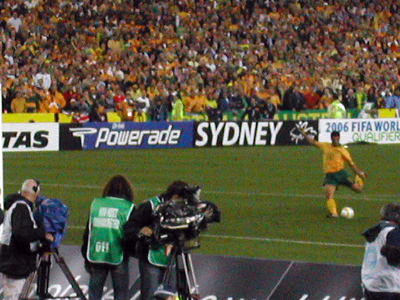
John Aloisi ejecutando el penal que dio la clasificación a Australia.

| 1          | POR        | Mark Schwarzer     |      |
| 2          | DEF        | Lucas Neill        |      |
| 6          | DEF        | Tony Popovic       | 31'  |
| 5          | DEF        | Tony Vidmar        |      |
| 23         | MED        | Mark Bresciano     | 96'  |
| 4          | MED        | Tim Cahill         |      |
| 3          | MED        | Scott Chipperfield |      |
| 19         | MED        | Jason Culina       |      |
| 7          | MED        | Brett Emerton      | 110' |
| 13         | MED        | Vince Grella       |      |
| 9          | DEL        | Mark Viduka        |      |
| Entrenador | Entrenador | Guus Hiddink       |      |

| 1          | POR        | Fabián Carini       |     |
| 2          | DEF        | Diego Lugano        |     |
| 4          | DEF        | Paolo Montero       | 81' |
| 6          | DEF        | Guillermo Rodríguez |     |
| 3          | DEF        | Darío Rodríguez     |     |
| 11         | DEF        | Mario Regueiro      | 97' |
| 5          | MED        | Pablo García        |     |
| 7          | MED        | Gustavo Varela      |     |
| 8          | MED        | Carlos Diogo        |     |
| 9          | MED        | Álvaro Recoba       | 72' |
| 18         | DEL        | Richard Morales     |     |
| Entrenador | Entrenador | Jorge Fossati       |     |

| 10 | MED | Harry Kewell | 31'  |
| 13 | DEL | John Aloisi  | 96'  |
| 8  | MED | Josip Skoko  | 110' |

| 17 | DEL | Marcelo Zalayeta  | 72' |
| 14 | MED | Marcelo Sosa      | 81' |
| 13 | DEL | Fabián Estoyanoff | 97' |

| Anotado | 34' | Mark Bresciano | 1–0 |

| Harry Kewell | Acierto de penal         | 1:0 |                           |                   |
|              |                          |     |                           |                   |
|              |                          | 1:0 | Fallo de penal (Desviado) | Darío Rodríguez   |
| Lucas Neill  | Acierto de penal         | 2:0 |                           |                   |
|              |                          | 2:1 | Acierto de penal          | Gustavo Varela    |
| Tony Vidmar  | Acierto de penal         | 3:1 |                           |                   |
|              |                          | 3:2 | Acierto de penal          | Fabián Estoyanoff |
| Mark Viduka  | Fallo de penal (Fallado) | 3:2 |                           |                   |
|              |                          | 3:2 | Fallo de penal (Desviado) | Marcelo Zalayeta  |
| John Aloisi  | Acierto de penal         | 4:2 |                           |                   |

| Amonestado | 27' | Tony Popovic |
| Amonestado | 39' | Tony Vidmar  |
| Amonestado | 53' | Jason Culina |
| Amonestado | 86' | Harry Kewell |

| Amonestado | 44'   | Mario Regueiro  |
| Amonestado | 45'+1 | Carlos Diogo    |
| Amonestado | 67'   | Darío Rodríguez |
| Amonestado | 76'   | Pablo García    |
| Amonestado | 110'  | Richard Morales |

| Árbitro             | Luis Medina Cantalejo        |
| Árbitros asistentes | Victoriano Giráldez Carrasco |
| Árbitros asistentes | Pedro Medina Hernández       |
| Cuarto árbitro      | Julián Rodríguez Santiago    |

| 1          | POR        | Mark Schwarzer     |      |
| 2          | DEF        | Lucas Neill        |      |
| 6          | DEF        | Tony Popovic       | 31'  |
| 5          | DEF        | Tony Vidmar        |      |
| 23         | MED        | Mark Bresciano     | 96'  |
| 4          | MED        | Tim Cahill         |      |
| 3          | MED        | Scott Chipperfield |      |
| 19         | MED        | Jason Culina       |      |
| 7          | MED        | Brett Emerton      | 110' |
| 13         | MED        | Vince Grella       |      |
| 9          | DEL        | Mark Viduka        |      |
| Entrenador | Entrenador | Guus Hiddink       |      |

| 1          | POR        | Fabián Carini       |     |
| 2          | DEF        | Diego Lugano        |     |
| 4          | DEF        | Paolo Montero       | 81' |
| 6          | DEF        | Guillermo Rodríguez |     |
| 3          | DEF        | Darío Rodríguez     |     |
| 11         | DEF        | Mario Regueiro      | 97' |
| 5          | MED        | Pablo García        |     |
| 7          | MED        | Gustavo Varela      |     |
| 8          | MED        | Carlos Diogo        |     |
| 9          | MED        | Álvaro Recoba       | 72' |
| 18         | DEL        | Richard Morales     |     |
| Entrenador | Entrenador | Jorge Fossati       |     |

| 10 | MED | Harry Kewell | 31'  |
| 13 | DEL | John Aloisi  | 96'  |
| 8  | MED | Josip Skoko  | 110' |

| 17 | DEL | Marcelo Zalayeta  | 72' |
| 14 | MED | Marcelo Sosa      | 81' |
| 13 | DEL | Fabián Estoyanoff | 97' |

| Anotado | 34' | Mark Bresciano | 1–0 |

| Harry Kewell | Acierto de penal         | 1:0 |                           |                   |
|              |                          |     |                           |                   |
|              |                          | 1:0 | Fallo de penal (Desviado) | Darío Rodríguez   |
| Lucas Neill  | Acierto de penal         | 2:0 |                           |                   |
|              |                          | 2:1 | Acierto de penal          | Gustavo Varela    |
| Tony Vidmar  | Acierto de penal         | 3:1 |                           |                   |
|              |                          | 3:2 | Acierto de penal          | Fabián Estoyanoff |
| Mark Viduka  | Fallo de penal (Fallado) | 3:2 |                           |                   |
|              |                          | 3:2 | Fallo de penal (Desviado) | Marcelo Zalayeta  |
| John Aloisi  | Acierto de penal         | 4:2 |                           |                   |

| Amonestado | 27' | Tony Popovic |
| Amonestado | 39' | Tony Vidmar  |
| Amonestado | 53' | Jason Culina |
| Amonestado | 86' | Harry Kewell |

| Amonestado | 44'   | Mario Regueiro  |
| Amonestado | 45'+1 | Carlos Diogo    |
| Amonestado | 67'   | Darío Rodríguez |
| Amonestado | 76'   | Pablo García    |
| Amonestado | 110'  | Richard Morales |

| Árbitro             | Luis Medina Cantalejo        |
| Árbitros asistentes | Victoriano Giráldez Carrasco |
| Árbitros asistentes | Pedro Medina Hernández       |
| Cuarto árbitro      | Julián Rodríguez Santiago    |

## Clasificado
| Bandera de Australia |
| Australia            |
| 2.ª participación    |